# Yubeshi
Le yubeshi est un chinmi ou bien une pâtisserie à base de yuzu ou de noix. Il est préparé dans tout le Japon et connaît de multiples variantes de forme et de goût.

## Leyubeshien tant quechinmi

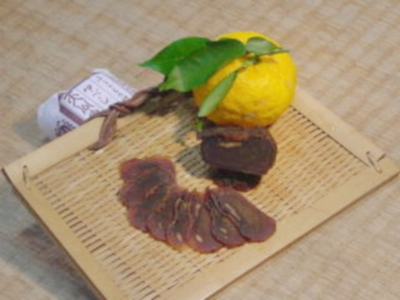
Chinmi de yubeshi.

Mentionnée dans le Ryori monogatari (料理物语, « Histoires de cuisine ») publié au cours de l'époque d'Edo, la préparation du chinmi de yubeshi nécessite de couper la partie haute du yuzu pour l'évider. On le fourre ensuite de divers ingrédients, principalement de miso, de poivre sanshō et de noix, puis on le referme avec le chapeau préalablement coupé, avant de l'entourer de paille pour le laisser à sécher à l'ombre durant un à six mois. Il se déguste coupé en lamelles, en accompagnement du saké ou du riz.

## Leyubeshien tant que spécialité sucrée

### Yubeshiaux noix
Étant éloignés des régions productrices de yuzu, le nord du Kantō et le Tōhoku adoptèrent la noix comme ingrédient du yubeshi, plus facile à obtenir. C'est un mochi aux noix assaisonné de shōyu, de miso rouge ou noir et de sucre blanc ou brun. On en distingue principalement trois sortes. 

### Les carrés ou en bâton
Il en existe aux noix ou au sésame. 

### Les triangulaires
Au centre se trouve de la pâte de haricots rouges sucrée. Ils sont typiques de la région de Fukushima.

### Leyubeshiovale
Le dessus est strié et peut être garni d'une noix. 

### Leyubeshirond
Le dessus du yuzu est coupé puis le fruit est évidé pour être fourré avec entre autres de la farine de riz glutineux, du zeste de yuzu, du sucre. Le tout est cuit à la vapeur.    

### Leyubeshide Bitchū
L'ancienne province de Bitchū (ouest de la prefecture d'Okayama) était une région productrice de yuzus. La ville de Takahashi et le district de Yakage utilisent les yuzus de la région pour concevoir des yubeshi depuis l'époque Edo.

### Leyubeshide Takahashi
Il est fabriqué avec entre autres du yuzu, de la farine de riz glutineux, du sirop mizuame et du sucre. Il a la consistance du mochi. Sa surface parsemée de sucre arbore une couleur jaune pâle, proche du blanc. Le yuzu provient de la préfecture d'Okayama, principalement de Takahashi.

### Leyubeshide Yakage
Il ressemble au yuzu rond : le yuzu dévidé est fourré avec du yōkan et cuit à la vapeur. 

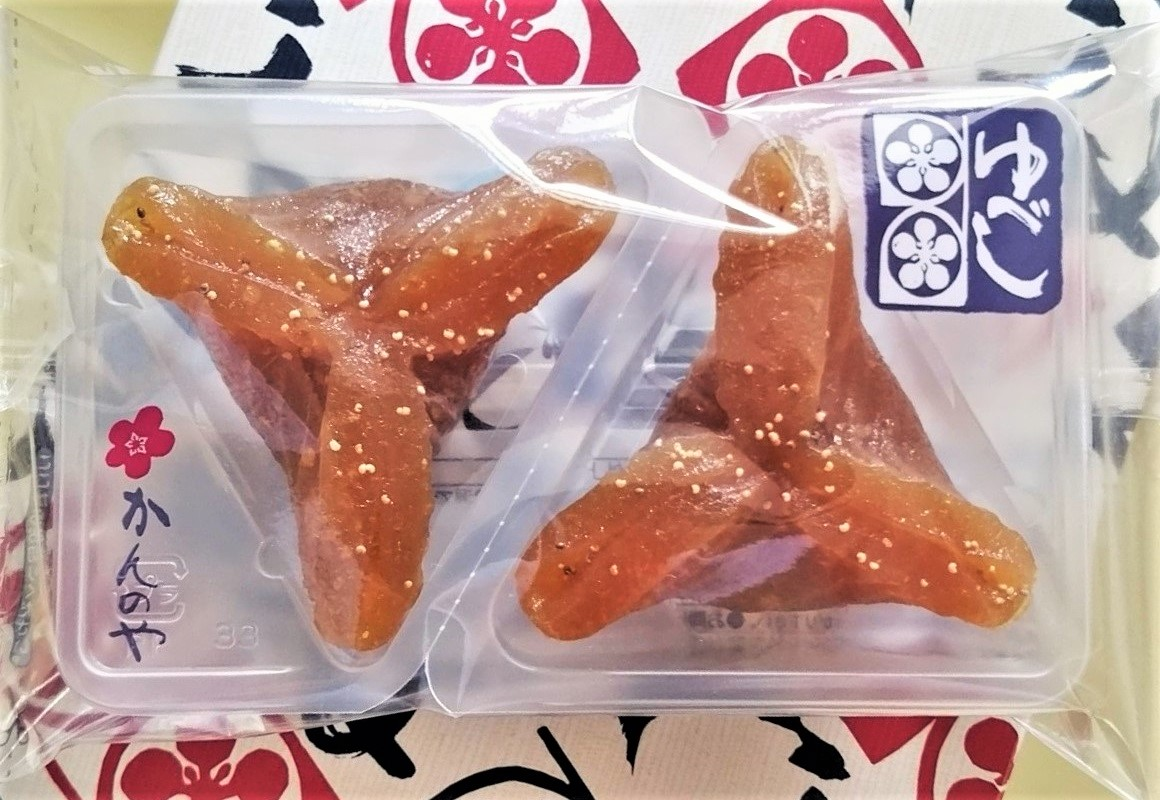
Yubeshi triangulaire.
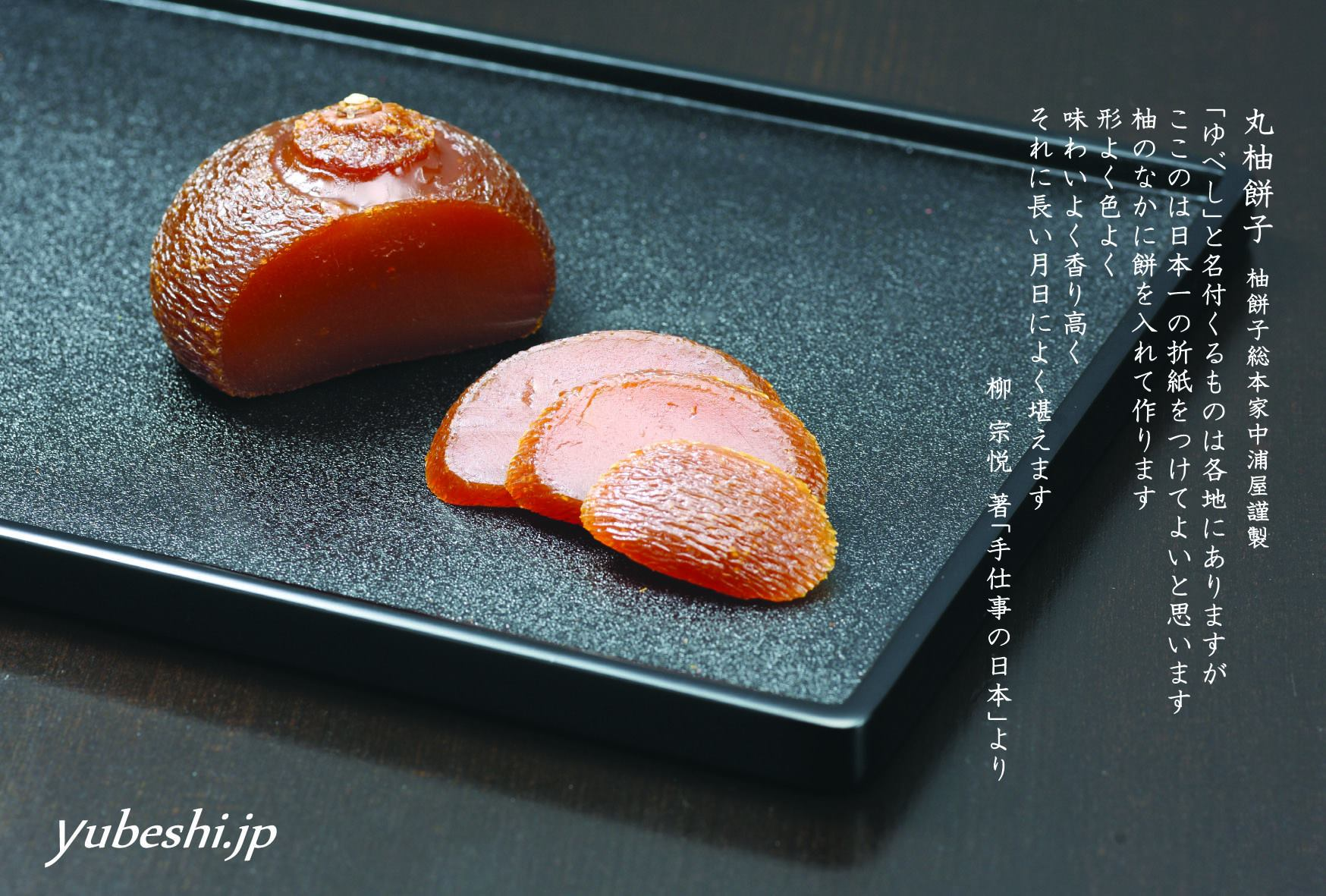
Yubeshi rond.